# Скугсбю
Скугсбю (на шведски: Skogsby, на шведски се произнася по-близко до Скугсби) или понякога Йоландс Скугбсбю (на шведски: Ölands Skogsby) е населено място в централната част на шведския остров Йоланд, разположено в община Мьорбюлонга, лен Калмар. Населението на Скугсбю е 569 души (към 31 декември 2010).
Скугсбю е малко населени място, разположено близо до Ферестаден. В Скугсбю се намира „Йоландската обществена гимназия“.
В миналото Скугсбю е бил средище на търговия и занаятчийство с няколко магазина, пекарна, ковачница, мелница, железопътна станция, пощенски клон и няколко други обществени сгради. В началото на 21 век е останало малко от този традиционен поминък и в Скугсбю има само няколко малки магазинчета.

## Динамика на населението
Населението на Скугсбю през последните няколко десетилетия се увеличава бавно .